# Anisocampium cumingianum
Anisocampium cumingianum là một loài dương xỉ trong họ Athyriaceae. Loài này được C. Presl mô tả khoa học đầu tiên năm 1851.